# Élections législatives libyennes de 1965
Des élections législatives anticipées ont eu lieu en Libye pour élire la Chambre des représentants le 8 mai 1965, à la suite de la dissolution du parlement par le roi Idris après les élections de 1964. Comme les partis politiques étaient interdits, tous les candidats se sont présentés comme indépendants. Afin d'assurer la victoire des candidats progouvernementaux, les urnes ont été altérées par la police.